# ميريا أوريول
ميريا أوريول (بالإسبانية: Mireia Oriol) هي ممثلة إسبانية، ولدت في 14 مايو 1996 في أرغينتونا في إسبانيا.

## روابط خارجية
- Mireia Oriol على موقع IMDb (الإنجليزية)
- Mireia Oriol على موقع روتن توميتوز (الإنجليزية)
- Mireia Oriol على موقع ألو سيني (الفرنسية)
- Mireia Oriol على موقع قاعدة بيانات الفيلم (الإنجليزية)